# Henri Troyat
Henri Troyat, (Moscou, 1 de novembre de 1911 - París, 2 de març de 2007) nascut Lev Aslànovitx Taràssov, rus: Лев Асланович Тарасов, en armeni Թորոսյան Լևոն Ասլանի, Levon Aslan Torossian, fou un escriptor, historiador i biògraf francès d'origen rus.
La família Taràssov provenia dels txerkessogai, és a dir, els armenis circassians (armenis de les muntanyes), que vivien a les muntanyes caucàsiques en estreta amistat amb les tribus circassianes.Segons Troyat, els oficials tsaristes, havent russificat el cognom original de la família (Toros), i l'havien convertit en Taràssov.
Després de la Revolució Socialista d'Octubre, la família Taràssov va fugir a Kislovodsk, a la finca familiar anomenada "Kars", i després de Novorossisk va anar a Constantinoble. Des de Turquia, els Taràssov se'n va anar a França, i s'establiren a París, on Henry, amb vuit anys va ingressar en el Liceu Pasteur.
Va guanyar el seu primer premi de novel·la popular als 24 anys i l'any 1938 va ser guardonat amb el prestigiós Premi Goncourt per la seua novel·la "L'Aranya". Va publicar més de 60 llibres, entre novel·les i biografies. Entre les biografies més destacables es troben les d'Anton Txékhov, Pere el Gran, Caterina la Gran, Rasputin, Ivan el Terrible i Lev Tolstoi.
Fou membre de l'Acadèmia Francesa des de l'any 1959.

## Novel·les
- Faux jour (1935)
- Le Vivier (1935)
- Grandeur nature (1936)
- La Clef de voûte (1937)
- Le Pain de l'étranger (1938)
- L'Araigne (Premi Goncourt, 1938)
- La Fosse commune (1939)
- Le Jugement de Dieu (1941)
- Le Mort saisit le vif (1942)
- Du Philanthrope à la Rouquine (1945)
- La Signe du taureau (1945)
- Les Ponts de Paris (1946)
- Les Vivants, pièce en trois actes (1946)
- Tant que la terre durera, t. I (1947)
- Le Sac et la Cendre, Tant que la terre durera, t. II (1948)
- La Case de l'oncle Sam (1948)
- Sébastien, pièce en trois actes (1949)
- Étrangers sur la terre, Tant que la terre durera, t. III (1950)
- Le Tête sur les épaules (1951)
- L'Étrange Destin de Lermontov (1952)
- La Neige en deuil (1952)
- Les Semailles et les Moissons, t. I (1953)
- De Gratte-ciel en cocotier (1955)
- Amélie, Les Semailles et les Moissons, t. II (1955)
- La Maison des bêtes heureuses (1956)
- Sainte Russie, souvenirs et réflexions suivi de l'Assassinat d'Alexandre II (1956)
- Les Semailles et les moissons, t. III (1956)
- Tendre et Voliente Elisabeth, Les Semailles et les moissons, t. IV (1957)
- La Rencontre, Les Semailles et les moissons, t. V (1958)
- Naissance d'une Dauphine (1958)
- La Vie quotidienne en Russie au temps du dernier tsar (1959)
- La Lumière des justes. Tome I : Les Compagnons du Coquelicot. (1959)
- La Lumière des justes. Tome II : La Barynia. (1960)
- La Lumière des justes. Tome III : La Gloire des vaincus. (1961)
- La Lumière des justes. Tome IV : Les Dames de Sibérie. (1962)
- La Lumière des justes. Tome V : Sophie ou la fin des combats. (1963)
- Une extrême amitié (1963)
- Le Geste d'Eve (1964)
- Les Eygletière, t. I (1965)
- La Faim des lionceaux, Les Eygletière, t. II (1966)
- La Malandre, Les Eygletière, t. III (1967)
- Les Héritiers de l'avenir. Tome I : Le Cahier.(1968)
- Les Héritiers de l'avenir. Tome II : Cent un coups de canon. (1969)
- Les Héritiers de l'avenir. Tome III : L'Éléphant blanc. (1970)
- La Pierre, la feuille et les ciseaux (1972)
- Anne Prédaille (1973)
- Le Moscovite, t. I (1974)
- Les Désordres secrets, Le Moscovite, t. II (1974)
- Les Feux du matin, Le Moscovite, t. III (1975)
- Un si long chemin (1976)
- Le Front dans les nuages (1976)
- Grimbosq (1976)
- Le Prisonnier n°1 (1978)
- Viou (1980)
- Le Pain de l'étranger (1982)
- La Dérision (1983)
- Marie Karpovna (1984)
- Le Bruit solitaire du cœur (1985)
- À demain, Sylvie (1986)
- Gorki (1986)
- Le Troisième Bonheur (1987)
- Toute ma vie sera mensonge (1988)
- La Gouvernante française (1989) - en català: La institutriu francesa
- La Femme de David (1990)
- Aliocha (1991) - en català: Alioixa
- La Fille de l'écrivain (1991)
- Youri (1992)
- Le Chant des insensés (1993)
- Le Marchand de masques (1994)
- Le Défi d'Olga (1995)
- Votre très humble et très obéissant serviteur (1996)
- L'Affaire crémonnière (1997)
- Le Fils du Satrape (1998))
- Namouna ou la chaleur animale (1999)
- La Ballerine de Saint Petersbourg (2000)
- La Fille de l'écrivain (2001)
- L'Étage des bouffons (2002)
- La Fiancée de l'ogre (2004)
- La Baronne et le musicien (2004)
- La Traque (2006)